# Brevik, Ornö
Brevik är en fritidshusbebyggelse på västra Ornö vid nordöstra änden av Mörbyfjärd i Haninge kommun. SCB har här 2010 avgränsat ett fritidshusområde benämnt Brevik och Breviksnäs som då omfattade 124 hektar och 319 fritidshus och två övriga hus.  För bebyggelsen finns en samfällighet benämnd Mörbyfjärdens tomtområde.
Bebyggelsen är belägen kring ursprungsgårdarna Stor-Brevik, Lill-Brevik, Kolnäset och Bodal samt i nära anslutning till Mörby gård och Bruket. Området styckades upp från Sundby gårds ägor och tanken var att här skulle säljas 500 tomter. De första tomterna såldes 1968, och under en tioårsperiod släpptes sedan cirka 50 nya tomter per år till dess att första avstyckningen sålts slut. Någon ny avstyckning på resterande 180 planerade tomter har aldrig genomförts. Under sommaren finns här en idrottsförening (Mörbyfjärdens idrottsförening) med simskola, segelskola, fotbollsskola, tennisskola med mer. Föreningen är också arrangörer av Ornöloppet.